# Нагорье (Ярославская область)
Наго́рье — село в Переславском районе Ярославской области, центр Нагорьевского сельского поселения.

## Название
Село Нагорье в былые времена имело несколько названий: Пореево (Пареево (до XVII века), Никольское, затем Преображенское (по местным церквям), и, наконец, Нагорье, то есть находящееся на горе — народное название, единственное сохранившееся до наших дней.
Своё современное название село имеет с 1770 года. Это название фигурирует в документах Екатерины II.

## География

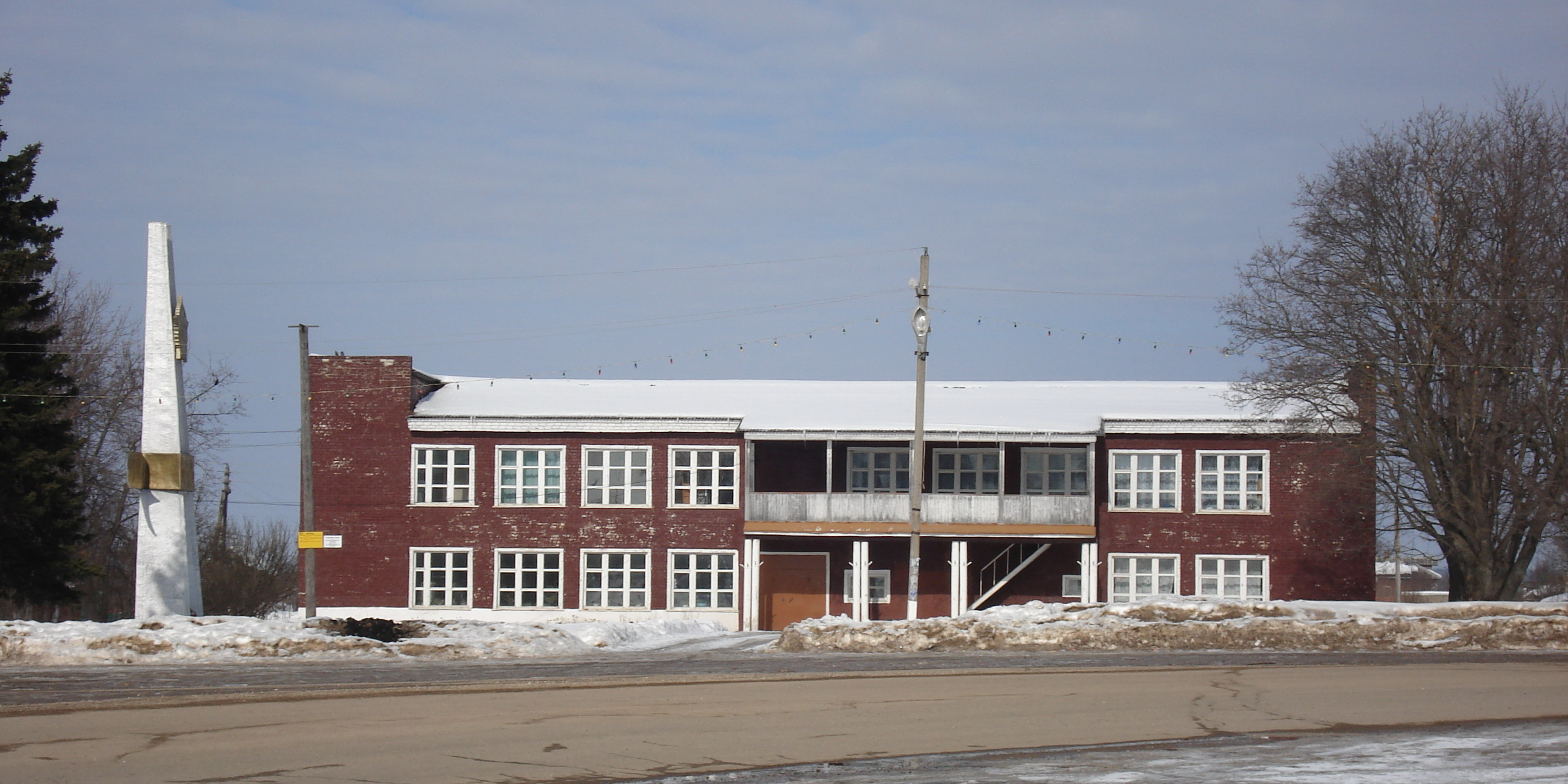
Сельский клуб и памятник Воинам-землякам, павшим в боях за свободу и независимость Родины

Нагорье расположено недалеко от границы Переславского района с Тверской областью. Находится в 47 км к западу от районного города Переславля-Залесского и в 187 км от областного города Ярославля. Ближайшие железнодорожные станции: Калязин в 48 км (в Тверской области) и Берендеево в 62 км (в Переславском районе).
Нагорьем село называется по своему местоположению, так как стоит на холме и его видно издали со всех сторон; во все стороны от села — пологая покатость. Вокруг села довольно ровная и занятая полями и более мелкими деревнями и сёлами местность, ограниченная хвойным лесом. В низинах встречаются моховые болота с небольшим сосняком, на пригорках — еловые рощи.
Почва — супесчаная и малоплодородная. В селе в основном преобладают юго-западные ветры. Норма осадков в год — около 500 мм. Зима в Нагорье довольно суровая, осень и весна — мокрые, а июнь и июль обычно сухие и жаркие.
В 5 км от Нагорья протекает, огибая Нагорскую местность с восточной, южной и западной стороны, река Нерль, вытекающая из озера Сомино и впадающая в Волгу (фактически является продолжением реки Вёксы, вытекающей из Плещеева озера). На южной окраине села протекает приток Нерли — ручей, называемый речкой Меленкой и образующий, в начале своего течения, посредством искусственной плотины, Никольский пруд, названный так по располагавшейся здесь ранее Никольской церкви. В самом селе есть также центральный Сельский (Базарский), Сельхозтехники и другие более мелкие пруды.

## История
Первое упоминание сельца Пореево относится к XIV веку. Но оно существовало уже во времена Переславского княжества, служило ему опорным пунктом на западе и стояло на перекрёстке торговых дорог между Москвой, Угличем и Кснятиным, на самой границе Переславского, Тверского и Угличского княжеств. За проезд и провоз товара здесь брали замыт (торговую пошлину), потому вся окрестность называлась «Замытьем», а её владельцы получили фамилию Замыцкие. Сельцо Пореево в 1571 году было отдано Давыдом и Иваном Замыцкими в Троице-Сергиев монастырь. По писцовой книге 1593 года к сельцу Пореево относилось несколько починов, пустоши, пахотной пашни 30 четвертей в поле, 50 копен сена, 4 десятины леса, монастырский двор, коровий двор, 7 крестьянских дворов. В 1593 году эту вотчину взял голова Афанасий Алябьев, сделав за неё вклад в 100 рублей. С 1614 года Пореево вновь принадлежало монастырю. В 1624 году село было отписано в государевы дворцовые сёла во дворец, но вскоре было возвращено Михаилу Михайлову Замыцкому. В селе в то время было 33 крестьянских двора.
Затем Нагорье принадлежало Екатерине Михайловне Салтыковой вместе с селом Воскресенским (Хмельники), отстоящим от него в 5 км, и 16 окрестными деревнями, доставшимися по наследству от неё графу Матвею Фёдоровичу Апраксину. Всё это имение, составлявшее 1060 душ мужского пола, в 1770 году купила Императрица Екатерина II и пожаловала в вечное и потомственное владение адмиралу Григорию Андреевичу Спиридову, за разбитие и истребление турецкого флота при Чесме. В это время село получило и теперешнее своё название. Имя адмирала Спиридова с 29 марта 1944 года носит главная улица села (бывшая Московская); на месте бывшего барского дома (ныне территория детского сада) в 1962 году ему поставлен бюст-памятник работы скульптора О. В. Буткевича и архитектора И. Б. Пуришева. В Нагорьевском доме творчества находился музей, посвящённый истории рода Спиридовых.
Церковь Николы Чудотворца с приделом великомученицы Ирины на погосте на реке Меленке известна с 1628 года. Тогда в ней не было ни икон, ни книг, ни церковной утвари. Согласно преданию, на её месте в древности был монастырь, называвшийся «Никола в Тынцах», но следов его существования не осталось. Упразднена была эта церковь в 1796 году, на месте её была устроена часовня, стоявшая до 1923 года, вблизи неё поставлены были дома церковнослужителей.

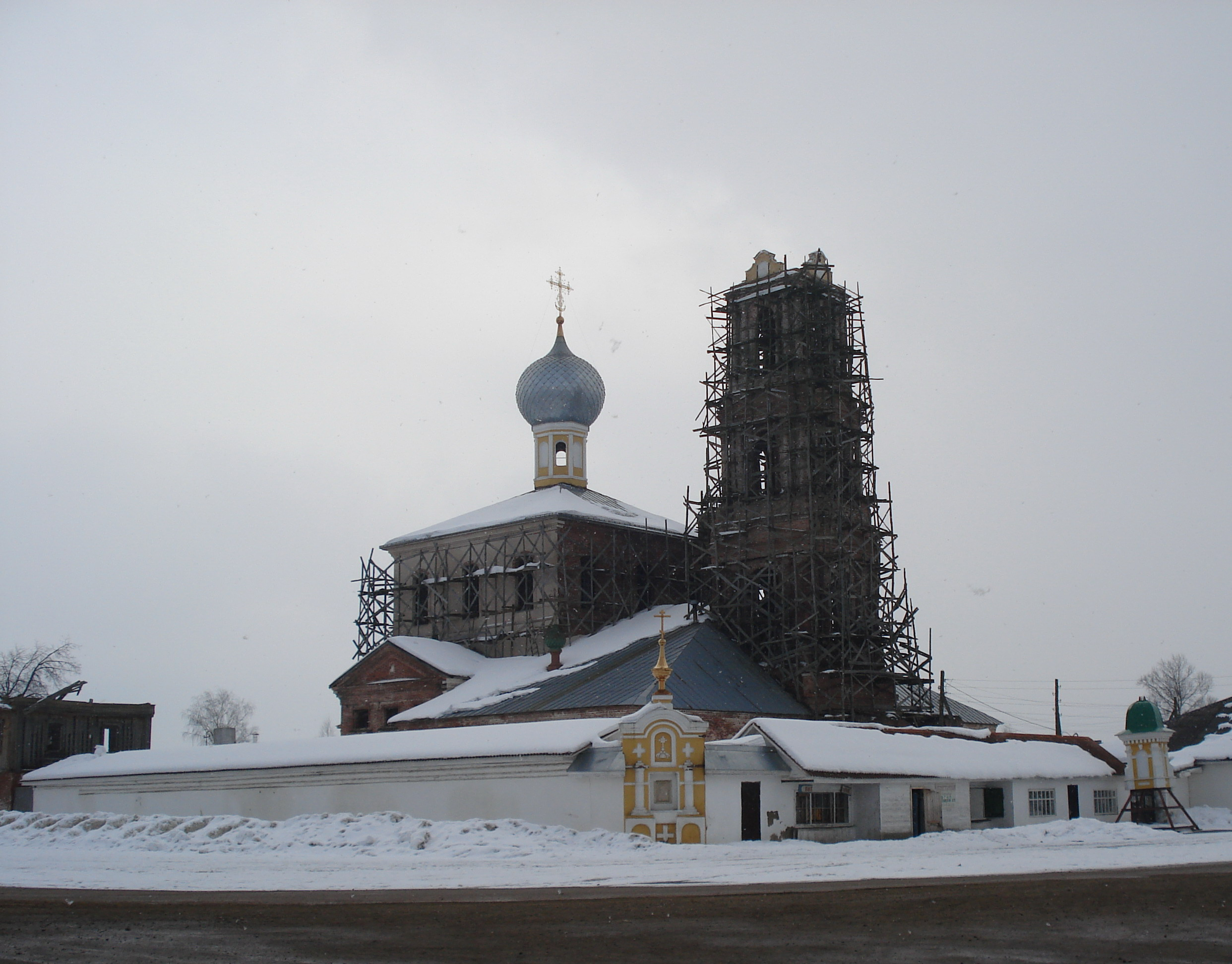
Церковь Преображения Спаса

Расположенная в полутора километрах от Никольской церкви деревянная церковь Преображения Спаса в 1628 году была в запустении, а к 1654 году уже восстановлена. В 1785 году Григорий Спиридов вместо деревянной церкви начал строить обширный каменный храм с тремя престолами и колокольней. Постройка была окончена в 1787 году. В 1790 году под полом церкви при входе в трапезу в каменном склепе были погребены тела храмоздателя адмирала Спиридова и его супруги. В 1795 году при его старшем сыне и наследнике Нагорья сенаторе и историке Матвее Григорьевиче Спиридове с западной стороны Преображенской церкви пристроены были ещё два придела в память бывшего деревянного Никольского храма. В 1833 году в трапезе был устроен ещё престол в честь Казанской иконы Божией Матери, перенесённый из домовой церкви Матвея Григорьевича Спиридова, существовавшей с 1821 года по его смерть. Всех престолов, таким образом, в церкви в настоящее время шесть: в холодной в честь Преображения Господня, Живоначальной Троицы и Рождества святого Иоанна Предтечи, в приделах тёплых во имя святого Николая Чудотворца, Божией Матери, именуемой «Всех скорбящих радость», и Казанской иконы Божией Матери. Над престолом главного храма была устроена увенчанная небольшим деревянным крестом сень на 4 деревянных колонах, внутри купола сени был изображён Господь Саваоф, с лицевой стороны сени располагались 2 резных ангела, держащих корону. Подобная же сень была устроена и над престолом в приделе Николая Чудотворца. Церковь была богата различными украшениями.
Всю юго-восточную сторону села занимала при Матвее Григорьевиче Спиридове господская усадьба, построенная в 1785 году, пространством в 8,7 га с садом, липовою рощею и оранжереями. В Нагорье в детстве проводил лето и зимние праздники один из декабристов — Михаил Матвеевич Спиридов, сын Матвея Григорьевича. По смерти последнего в 1829 году усадьба вместе с землёю и крепостными крестьянами была разделена на 4 части между его сыновьями, из коих две сохранялись в прямом роде его и находились во владении его внуков. В каждой из усадеб в конце XIX века находились владельческие дома и при них сады; в одной из них была липовая роща, в другой — берёзовая. В 1880 году оставалась одна помещичья усадьба — штабс-ротмистра Григория Григорьевича Спиридова. Ещё в 1957 году в соседней деревне Хороброво жил потомок адмирала Спиридова 68-летний Дмитрий Иванович Спиридов, проработавший 36 лет агрономом в Переславском и других районах области.
В 1847 году в селе насчитывалось до 600 человек.
С 1778 года Нагорье принадлежало к Переславскому уезду Владимирской губернии, было центром Нагорьевской (Нагорской) волости. Располагалось на большой дороге, называемой Калязинским трактом (от Переславля к Калязину), ныне утратившей своё значение. В село и поныне ведут и в центре его на торговой площади пересекаются четыре дороги, одна идёт к Переславлю, другая к Калязину, третья к Угличу, четвёртая к Сергиеву Посаду и Москве. В 1880 году тракт к Переславлю был неудобен, так как был покрыт мостами и гатями, проходил (и проходит) лесистою местностью, а дорога к Троице была гориста и глиниста; путь к Калязину признавался более удобным, ибо пролегал (и пролегает) по песчаной и безлесной местности. Вообще же местность не могла хвалиться удобством путей сообщения; в весеннюю и осеннюю пору встречалась при недостатке мостовых сильная грязь.
Частью своего прихода прилегало к самой границе Калязинского уезда Тверской губернии, граничило с землями сёл: Святова в 5 км, Сольбинской Николаевской пустыни в 13 км, Загорья в 9 км, Даратников в 15 км, Елпатьева в 6 км, Будимирова (Калязинского уезда) в 9 км, Воскресенского-Хмельников в 5 и Андрианова в 5 же.
Нагорский приход, кроме самого села, составлял 15 деревень (государственного ведомства: Фонинское, Сидорково, деревни крестьян собственников и обязанных Воронкино, Родионово, Михальцёво, Меленки, Вехово, Маншино, Огорельцово, Коробово, Овчинники, Камышево, Ананьино, Мясоедово и Торчиново); в 1880 году во всех насчитывалось до 1435 душ мужского пола) крестьян собственников, временно-обязанных и государственных с населением в 1820 душ мужского пола. Главное занятие всех их состояло в земледелии, а по зимам крестьяне, бывшие помещичьими, занимались ткацкою работою бумажных изделий в 14 светёлках, а государственные бочарною работою. Народ был незажиточный, грамотных было мало, имелась одна народная школа, но и та частная.
В самом Нагорье в 1880 году было 114 крестьянских дворов, 11 помещичьих и священно-церковнослужительских, 13 мещанских, 1 церковный и 1 солдатский, всего же 140 дворов; жителей из крестьян 325 душ мужского пола, духовных в трёх причтах 26 душ, дворян, купцов, мещан и других временно проживающих обывателей до 35 душ, всего 385 душ. В 1885 году сильный пожар уничтожил почти все деревянные постройки, в том числе усадьбу, но уже в 1887 году она была отстроена вновь.
Нагорье издавна было селом торговым. Отстоя от всех соседних городов не менее как на 48 км, оно сделалось значительным торговым пунктом. Торговая площадь, занимающая значительное пространство в центре села, принадлежала местным помещикам и другим владельцам. В 1880 году на площади было 60 торговых лавок, из них 17 каменных, принадлежащих местной церкви; сверх того две линии шатровых лавочных помещений; лавки все были крыты тёсом. Торговля производилась красным товаром, кожевенным, железным и мучным, мясами, овчинами, лошадьми, деревянною и глиняною посудою и другими сельскими произведениями; было и четыре лавки с колониальным товаром. Годовых ярмарок было четыре: Петровская, Ильинская, Преображенская и Покровская, а еженедельные базары бывали по вторникам, начиная с Покрова дня до Петрова дня (с 1 октября по 29 июня). В летнюю пору еженедельные базары прекращались. Торговлю вели большею частью сторонние торговцы; местные же жители в торговые дни занимались только продажей съестных припасов. Было 3 трактирных заведения, 2 кабака, 2 постоялых двора, 1 винный оптовый склад и 1 маслобойное заведение.
Всей земли у четырёх сельских обществ села Нагорья с 7 деревнями (Торчиново, Ананьино, Мясоедово, Родионово, Огорельцы, Камышево и Овчинино, все прихода села Нагорья; во всём Нагорском обществе по семейным спискам в 1880 году было 697 душ мужского и 705 женского пола) считалось до 2611 га, из коих пахотной 888 га. Земли при селе Нагорье, принадлежащей местным помещикам и другим владельцам, около 1792 га и 153 га церковной земли. В том числе пахотной 109 га церковной и до 76,5 га помещичьей и других владельцев. Остальная земля у крестьян и церковная заключалась в сенокосной и пастбищной, а у частных владельцев частью в сенокосной пустошной, отдаваемой в аренду своим и чужим, частью в мелколесной и пустопорожней, количество которой определить было в подробности трудно. Крестьяне накашивали обыкновенно по 4 воза на душу или до 100 пудов на надел; у всех же выходило до 1048 возов, у помещиков до 60, у духовных до 70, всего же до 1178 возов. Землю делили крестьяне между собою «осьмаками»; в осьмак входило 4 ревизские души.
Грунт земли песчаный, или правильнее назвать супесь с подпочвою глинистою. Такой кряж земли занимает пространство всего Нагорского оселка. В окрестности земля такого же свойства. По качеству земля довольно плодородна, впрочем, требует постоянного удобрения, пригодна для посева всякого рода хлеба, засевалась же более обыкновенным хлебом: рожью, житарём, овсом и под лён, из ярового более житарём в подспорье ржаному. У крестьян четырёх обществ усев был неодинаковый; круглым же числом выходил в посеве ржи по 6,5 мер на «душу», что составляло до 44,5 тыс. л, у церковников до 10,5 тыс. л, у землевладельцев до 4,2 тыс. л. При посеве, ржи высевалось на десятину 1,5 четверти (четверть — 210 л), житаря 2 четверти, а овса 3 четверти. Обыкновенный урожай всех хлебов сам 3,5, пуд льняного семени давал в посеве льну, смотря по урожаю, 1—3 пуда. Сенокосы в большей мере были лесные и сухие. У двоих владельцев в пятипольном хозяйстве было введено травосеяние. Пустопорожние места на землях помещичьих оставались без обработки частью по неудобности, частью по отдалённости от селений, а частью и по недостатку предприимчивости в крестьянах. В 1900 году у крестьян семи волостей, составивших в середине XX века Нагорьевский район, имелось 215 деревянных сох, 275 борон с деревянными зубьями, более совершенную технику — 6 конных молотилок, 7 жнеек и 8 косилок имели зажиточные крестьяне и помещики.
Излишку продуктов у крестьян не бывало, потому и в продажу ничего не поступало. Разного рода хлеб, картофель, капуста, огурцы и прочие огородные овощи засевались в количестве, необходимом каждому домохозяину для своего дома. Крестьяне содержали только необходимый скот: лошадей, коров и овец. На тягло, или 2 души, хороший хозяин держал 1 лошадь, 1 корову, 2 овцы, если принаймёт где-либо на стороне сенокосу, а у плохого или обедневшего не было и того. Пищу крестьяне употребляли очень скудную. Обыкновенно: печёный хлеб из ржаной муки и, как лакомство, хлеб в пресном виде с примесью муки ячменной; редька, лук без масла. За обедом серые кислые щи. Лакомством крестьяне считали репу, огурцы; картофель употреблялся как редкость. Мясо и рыба бывали только в храмовые праздники.
Пахотной земли в продаже было очень мало; было два случая продажи таковой одинакового качества, но по весьма различным ценам. Одна госпожа продала по 55 рублей десятину, а другая по 100 рублей, так как определённой цены на 1880 год ещё не установилось. Сенокосную землю в пустошах было можно купить гораздо дешевле, по 10—20 рублей за десятину. Лес в окрестностях рос более еловый, в пустошах, особенно помещичьих, были и сосны, но по большей части мелкие и для построек негодные. Дрова для отопления приобретались в соседних дачах Бахмурова и Головинской. Камня во всей окрестности было довольно, встречался он на полях, местами был собран с полей в кучи; мест, где бы он лежал особыми залежами, или карьерами, не знали.
Рыбных ловлей при селе не имеется. На Нагорский же рынок доставлялась свежая рыба частью из Переславля и села Усолья (Купанского), частью из окрестных деревень. Крестьяне добывали рыбу по двум притокам, образующим Нерль, собственно Нерли, текущей с восточной стороны, и Кубри, текущей с южной.
В южной стороне села протекает приток реки Нерли — ручей свежей ключевой воды, называемый речкою Меленкою и образующий, в начале течения своего, посредством искусственной плотины, Никольский пруд, вода которого считалась «весьма пригодный для жителей». В самом селе есть также небольшие пруды, но вода в них стоячая, потому негодная к употреблению в пищу. Для ежедневного употребления в пищу воду получали из колодцев.
В 1866 году земством была оборудована Нагорьевская амбулатория (первой на уезде), её стал обслуживать фельдшер. С 1877 года в амбулатории работали врач, фельдшер и акушерка. В 1879 году открыт приёмный покой на 3 койки, в котором оказывалась первая помощь, а всех больных, требующих госпитального лечения, отправляли в Переславскую больницу за 50—60 километров. На 1902 год покой обслуживал жителей четырёх волостей — Нагорьевской, Загорьевской, Копнинской и Хмельниковской. За весь 1902 год стационарных больных здесь было лишь 24 человека, многочисленным нуждающимся
больным приходилось отказывать в госпитализации. В 1907 году открылась новая больница, в 1914 году в ней было 18 коек, из них 10 терапевтических, 6 заразных и 2 родильных; работали врач, 3 фельдшера, фельдшерица-акушерка и акушерка. При больнице имелось 2 фельд-пункта: в Загорье и Костереве. Современная больница была построена в советское время.
В 1869 году в Нагорье открылась четырёхклассная земская народная школа. Помещалась она за церковной оградой, в принадлежащем церкви здании с 3 классными комнатами. В 1893 году в ней обучалось 105 человек, а в 1912 — 78, из которых окончило только 6 мальчиков и 2 девочки, так как родители были вынуждены забирать детей из школы и заставлять их работать в хозяйстве или нянчить малышей. В 1915 году в школе было 3 учителя.
В 1897 году в Нагорье было 635 человек.
Советская власть в селе установилась почти мирно: лишь 21 ноября 1917 года местный священник Н. А. Богоявленский во время всенощной призывал защищать Временное правительство и не верить большевикам, но нагорьевцы связали поддержавших его и отправили в Переславль.
В 1927 году в Нагорье было более 200 жилых одноэтажных бревенчатых строений, в каждом из которых жило около 5,5 человек. Около 90 % домов были четырёхстенными, около 80 % состояло из одной комнаты и кухни, около 40 % домов ветхие. На человека в среднем приходилось 3,5 м² жилой площади. У многих были земляные завалинки, цоколи встречались редко. Конопатка домов производилась в основном мхом, реже паклей; тёсом обшиты были немногие дома, покрашенных почти не было, внутри были оклеены обоями (в основном частично) только 20 % домов. Большинство домов на зиму укутывалось соломой, но всё равно пол и углы промерзали. В каждой хате имелась русская, а у части также и голландская печь; постоянные печи в основном давали зимой не достаточно тепла и многие складывали на зиму временные печи. У большинства имелся невымощенный крытый двор и сени, у некоторых амбары или сарай, у немногих погреба. Специальных помещений для ремесла, постелей, туалетов, мусорных ящиков у большинства не было. Избы были грязны и полны насекомыми. Бань в селе не было (кроме больничной), люди мылись в русской печи. У 50 % домов были палисадники, засаженные больше рябиной и берёзой. У большинства имелись огороды, у части плодовые сады и луговины. Основным занятием населения по прежнему было земледелие, около 15-20 % занималось подсобными промыслами.
В 1929 году в ходе административно-территориальной реформы село стало центром Нагорьевского района, объединившего 8 бывших волостей Переславского уезда. Нагорье росло. Крестьянское и ремесленное население пополнилось служащими, интеллигенцией. В 1929 году в Нагорье был создан колхоз «Объединение» (с 1965 года — «Нагорье»). Летом 1931 года была образована Нагорьевская машинно-тракторная станция (МТС), на момент создания её парк состоял из 19 маломощных тракторов «Фордзон» и 5 тракторов «СТЗ». Создание МТС играло важное значение для развиваемого в то время в районе льноводства. В 1932 году МТС обслуживала по договорам 80 колхозов с количеством пашни в 11 533 га, то есть 37 % всей пашни Нагорьевского района, и посевом льна в 2938 га, что составляло 49 % льняных посевов района. На конец 1932 года МТС располагала уже 24 тракторами, общей мощностью в 265 л. с., автомашиной в 2,5 т и 79 льнотеребилками. За год МТС было спахано 1913 га, механизация работы достигла 37 %.

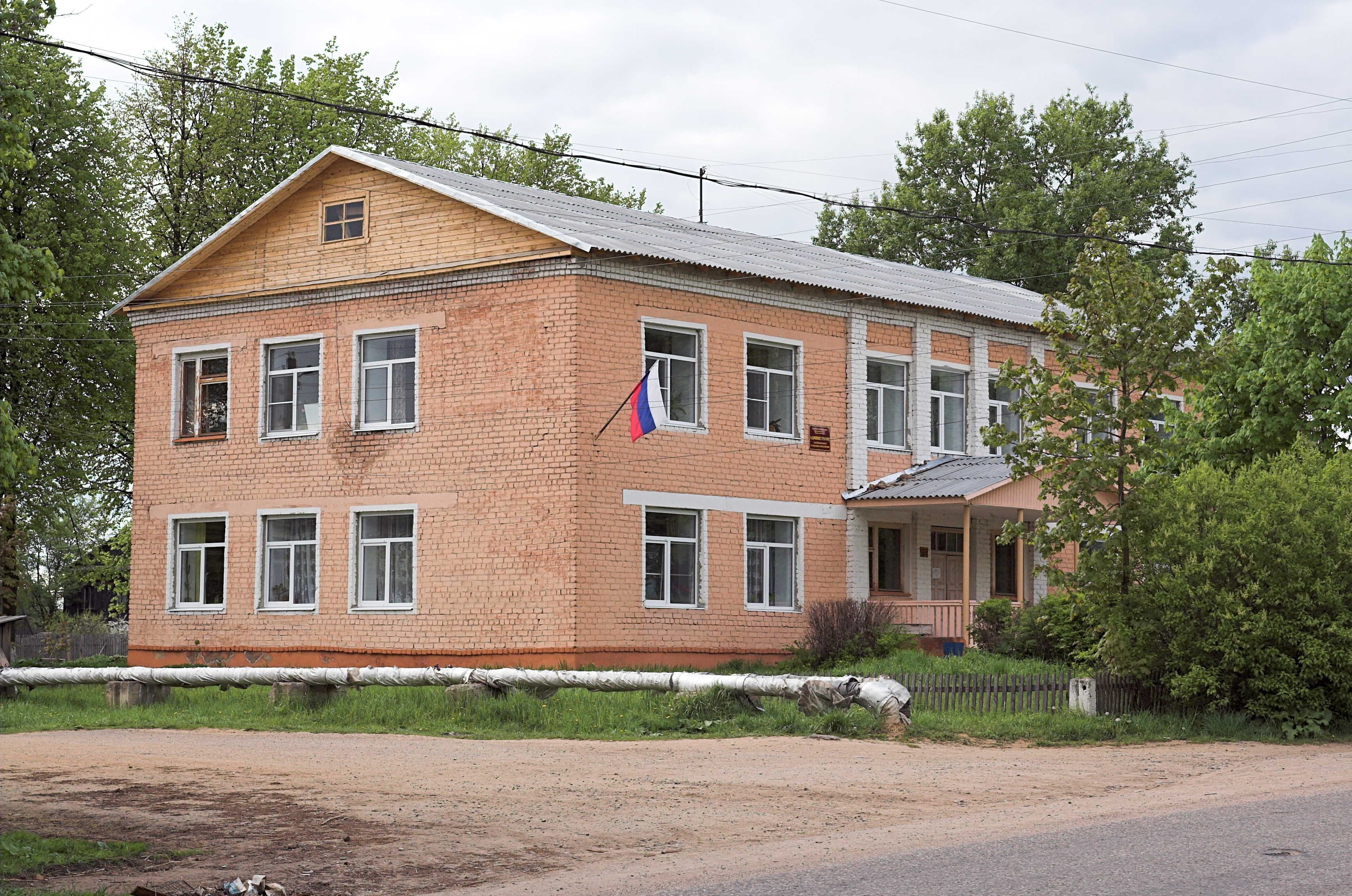
Административное здание

В 1931 году в Нагорье построены двухэтажное здание райисполкома, амбулатория, столовая райпотребсоюза, элеватор, помещение для отделения Госбанка, дом под контору «Заготлён». В следующем году были построены клуб, шесть коммунальных домов на Первомайской улице, дом прокуратуры, баня. В 1933 году построен новый дом сберкассы, отремонтирована Нагорьевская школа колхозной молодёжи, надстроен второй этаж над зданием почты, началось строительство зданий МТС. В эти же годы создан телеграф и радиоузел. В последние довоенные годы были построены новые здания райкома партии, райисполкома, базы «Заготзерно», дома культуры, чайной-столовой и другие ведомственные и общественные здания. В июне 1932 года был сдан в эксплуатацию Нагорьевский льнозавод. В годы первых пятилеток в Нагорье появился пищекомбинат.
С 1931 года в Нагорье выпускалась районная газета «Победа». Пионерский отряд в Нагорье появился одним из первых в Переславском уезде. Нагорьевская школа стала семилетней. Ей был отдан лучший дом в селе, принадлежавший помещикам Спиридовым, старое здание школы стало столовой школьного интерната. В 1937 году школа была преобразована в среднюю. В 1933 году в Нагорье имелось кино на 300 мест, больница на 30 коек. Была телефонная связь мощностью 74 точки, приёмная радиостанция. В 1929 году в Нагорье появился первый телефонный аппарат в районе. Осенью 1930 года была разорена церковь, осквернён прах адмирала Спиридова (возвращён на прежнее место в 1944 году). С того времени в её здании находился совхозный склад.
С середины 1950-х годов на пищекомбинате заработало колбасное производство и цех безалкогольных напитков. Комбинат поставлял до 100 тонн крахмала для промышленности ежегодно. Осенью 1956 года было завершено строительство типовой машинно-тракторной мастерской, оснащённой новыми станками, подъёмными кранами. В ней имелось паровое отопление, кузнечный и сварочный цеха и другие производственные и подсобные помещения. Также в этом году завершилось строительство кирпичной бани, пошивочной мастерской, конторы и жилого дома лесхоза, культмага, были открыты гостиница и магазин «Сельхозснаба». В 1957 году в МТС имелось 122 мощных советских трактора, 34 самоходных комбайна «С-4», 8 кукурузоуборочных комбайнов, 5 льнокомбайнов, землеройные машины и десятки других сельскохозяйственных машин. Из них 72 трактора различных марок, 28 комбайнов, 10 молотилок «МК-1100» и много другой техники было прислано уже в 1950-е годы.
В 1957 году в Нагорье работали две школы — начальная и средняя, и консультационный пункт заочной средней школы.
В 1954 году в Нагорьевской районной больнице появился рентгеновский кабинет, работавший от своего электрогенератора . В 1956 году был оборудован физиокабинет, получен автомобиль скорой помощи.
В 1950—1957 годах жилой коммунальный фонд увеличен почти на тысячу квадратных метров.
При Доме культуры был создан коллектив художественной самодеятельности, в кружках которого участвовали более тридцати работников райкома комсомола, госбанка, райпотребсоюза, почты, больницы и других организаций, учащиеся. В 1957 году районную библиотеку посещало 840 читателей. Младшие школьники могли проводить свой культурный досуг в детской библиотеке и доме пионеров.
В 1959 году были попытки наладить авиасообщение с Ярославлем.
В 1959 году численность населения Нагорья составляла 1483 человека.
В 1961 году существовал разработанный на 15-20 лет проект планировки, согласно которому Нагорье как районный центр должно было стать благоустроенным посёлком городского типа с населением в 6 тысяч человек.
В 1963 году Нагорьевский район был упразднён, а его территория стала частью Переславского района.

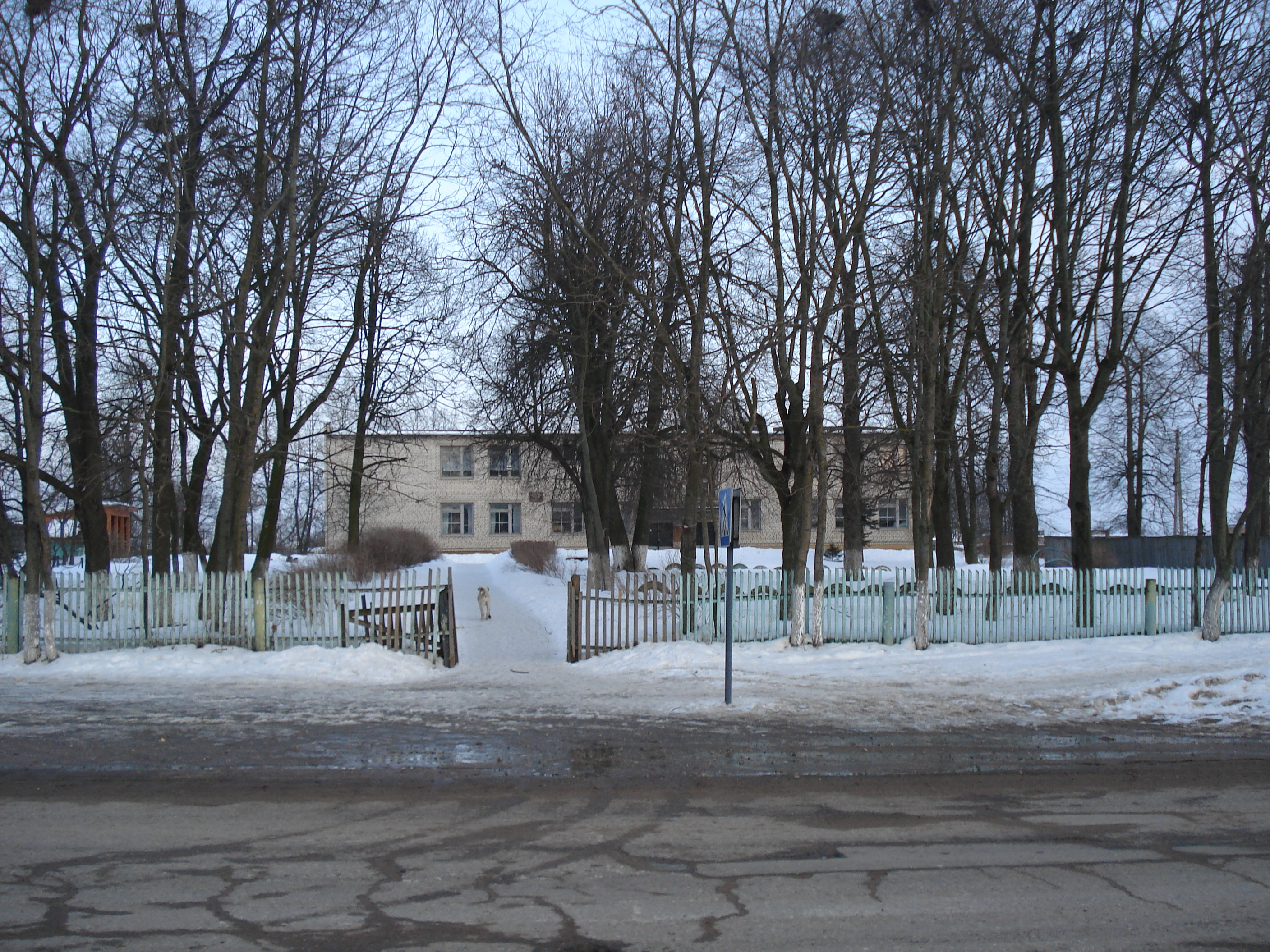
Детский сад «Солнышко»

В 1969 году в школе, новое здание которой было построено в начале 1960-х годов, очно училось 560 жителей Нагорья и окрестных селений. Имелся большой спортивный зал, хорошо оборудованные кабинеты физики, химии, биологии, машиноведения, учебные мастерские, библиотека, кухня и столовая. Работали многочисленные кружки, факультативы, спортивные секции. Более ста школьников жили в интернате, двухэтажное здание которого находится на сельской площади. Для них было организовано дешёвое трёхразовое питание. Работало 28 педагогов, из которых 25 имело законченное высшее образование. Помимо прочего изучали машиноведение, управление трактором. Выпускники получали не только аттестаты о среднем образовании, но и права сельских механизаторов. Так, в 1981 году школа имела свои гусеничный и колёсный тракторы и зерноуборочный комбайн.
Население продолжало расти, в том числе за счёт переселенцев из малых «неперспективных деревень». В 1970-х годах за счёт индивидуального и ведомственного строительства удлинились улицы Первомайская, Переславская, Калязинская, Новая; особенно вырос посёлок Сельхозтехники, квартиры в котором были уже с водопроводом, канализацией, ваннами. Водопровод был проведён также в больницу, детский комбинат, предприятия общепита и тому подобные; большинство жителей пользовалось водоразборными колонками. Работало несколько маленьких котельных (у сельхозтехники, больницы, птицефермы, в клубе, в рознично-торговом предприятии, две у школы) — на каменном угле, жидком топливе, торфе.
В 1975 году в Нагорье работал цех (молокоприёмный пункт) Переславского сырмаслозавода. В 1981 году в Нагорье работали совхоз «Нагорье» (зерно, мясо, молоко, шерсть, лён), межхозяйственная птицеферма (построена в 1961 году), сырзавод, льнозавод (волокно из тресты), кондитерский цех, сельхозтехника, сельхозхимия, автоколонна и др.. В начале 1980-х годов, несмотря на «самоотверженный труд передовых рабочих», «внедрение бригадного метода организации труда», «последовательное повышение эффективности производств», план по многим важным видам продукции зачастую оставался невыполненным. Была заметна плохая организация труда, слабая его координация между организациями. Отмечалась нехватка кадров, их старение, отток молодёжи из села, причём наиболее деятельной и способной, пьянство; связанные с низкими условиями труда в сельском хозяйстве (ненормированный рабочий день и неделя летом, отпуска в неудобное время) и культурно-бытовыми условиями жизни (например, проблемы с получением газовых баллонов; холодный клуб, танцы несколько раз в году «по великим праздникам», отсутствие вечеров отдыха, упадок местного спорта — «оглашавшийся некогда криками болельщиков» стадион превратился в пустырь).

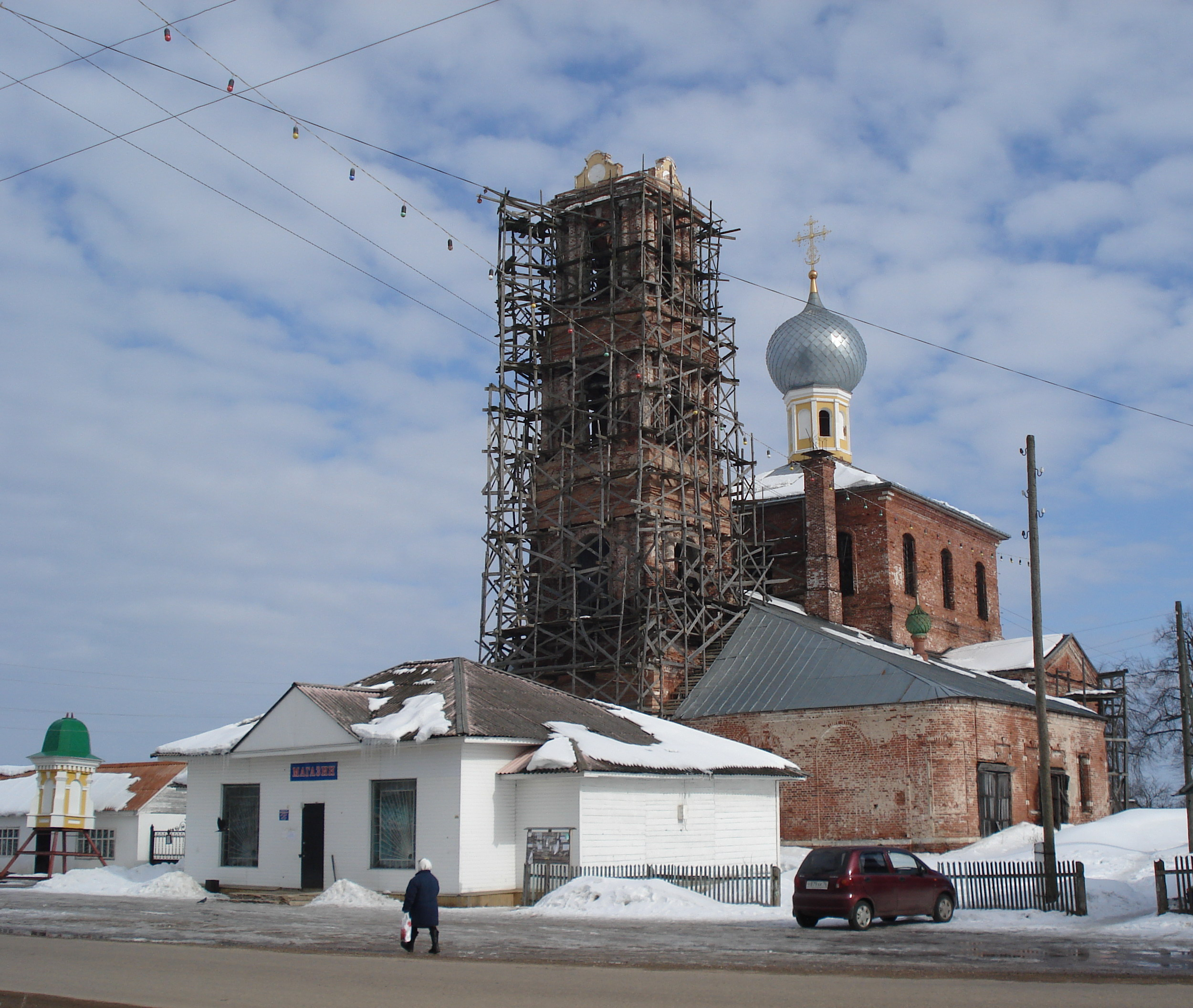
Церковь Преображения Спаса

2 августа 1992 года в помещении вновь открытой церкви прошла первая служба — по создателю храма адмиралу Спиридову.  Церковь была отреставрирована только к началу 2010-х годов - тёплый придел, где сейчас проводятся церковные службы;  здание основного объёма храма подвергнуто косметическому ремонту фасадов, внутри же пустует и никак не реставрируется, проёмы забраны решётками, остекление отсутствует (по состоянию на июль 2018 г.). 

## Население
| 1859  | 1897 | 1905 | 1926  | 1959  | 2007  | 2008  |
| ----- | ---- | ---- | ----- | ----- | ----- | ----- |
| 635   | ↗784 | ↗850 | ↗1071 | ↗1483 | ↗1795 | →1795 |
| 2010  |      |      |       |       |       |       |
| ↘1775 |      |      |       |       |       |       |

## Структура

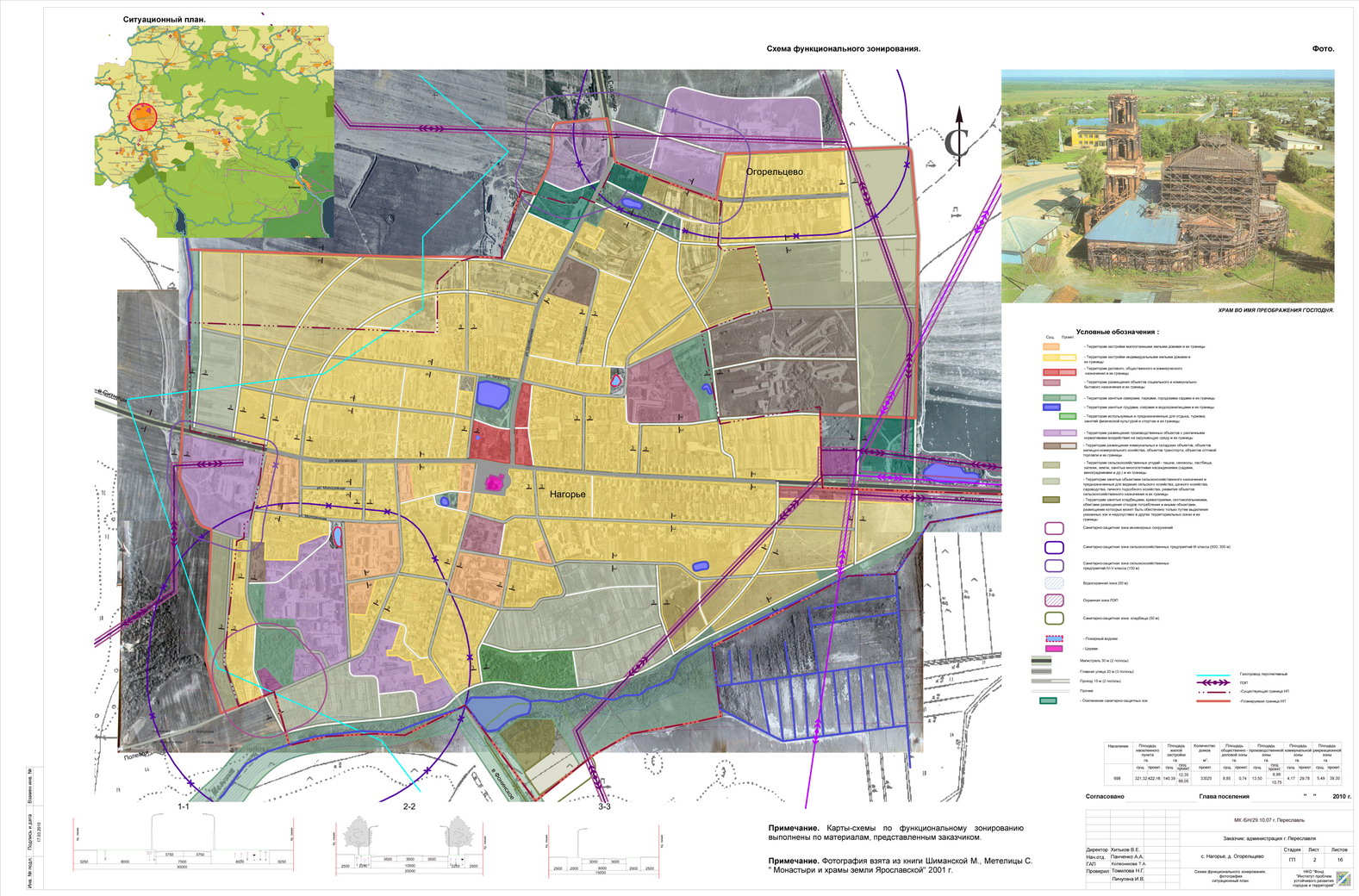
Генеральный план

На самой вершине холма, в центре Нагорья, находится сельская площадь. На ней расположены действующая церковь Преображения Господня, клуб с библиотекой имени Н. А. Брыкина, Ленинский сад с памятником Ленину, памятник «Воинам-землякам, павшим в боях за свободу и независимость Родины» (установлен в День Победы 1960 года), автостанция, большинство магазинов, по субботам здесь проходит рынок. За клубом расположен Сельский пруд с пожарным депо.
На идущей от площади в сторону Москвы улице адмирала Спиридова расположены администрация села, банк, детский сад, аптека, почта, спортивное поле, баня. Улица заканчивается у Никольского пруда, на противоположном берегу которого находится сельское кладбище.
Улицы села: Адмирала Спиридова, Гражданская, Запрудная, Калязинская, Кооперативная, Молодёжная, Новая, Октябрьская, Первомайская, Переславская, Пионерская, Полевая, Садовая, Советская, Школьная; Колхозный переулок.
Жилая зона, сформированная на протяжении многих этапов развития села, имеет характер достаточно крупных и планировочно чётких групп кварталов в основном с малоэтажной индивидуальной деревянной застройкой. Относительно новая жилая застройка, состоящая из двухэтажных кирпичных домов сформирована в юго-западной и центральной частях посёлка. Зоны одноэтажной усадебной застройки разных периодов формирования имеют, как правило, относительно высокий уровень инженерного обеспечения и благоустройства.
Основные промышленные площадки расположены в северо-восточной и юго-западных частях села Нагорье, при этом их санитарно-защитные зоны затрагивают территории жилой застройки.
С северо-востока к селу примыкает деревня Огорельцево.

## Транспорт
От площади отходят главные улицы села, переходящие в дороги: асфальтированные на юг в ближайшие деревню Фонинское и село Андрианово и далее на Сергиев Посад (Р104) и Москву (М8 «Холмогоры»), на восток в сёла Святово и Фалисово и далее на Переславль-Залесский и Ярославль, на север на Углич (Р153) и просёлочные дороги на запад к реке Нерль.
По восточному и южному направлениям имеется регулярное автобусное сообщение. По северному автобусное сообщение прервано с января 2013 года.

## Известные уроженцы
- Сидоров Иван Иванович (1907—1981) — историк, автор книг об истории Ярославской области в Великой Отечественной войне.
- Спиридов, Михаил Матвеевич (1796—1855) — майор, декабрист, каторжанин.